# 気仙沼ホルモン

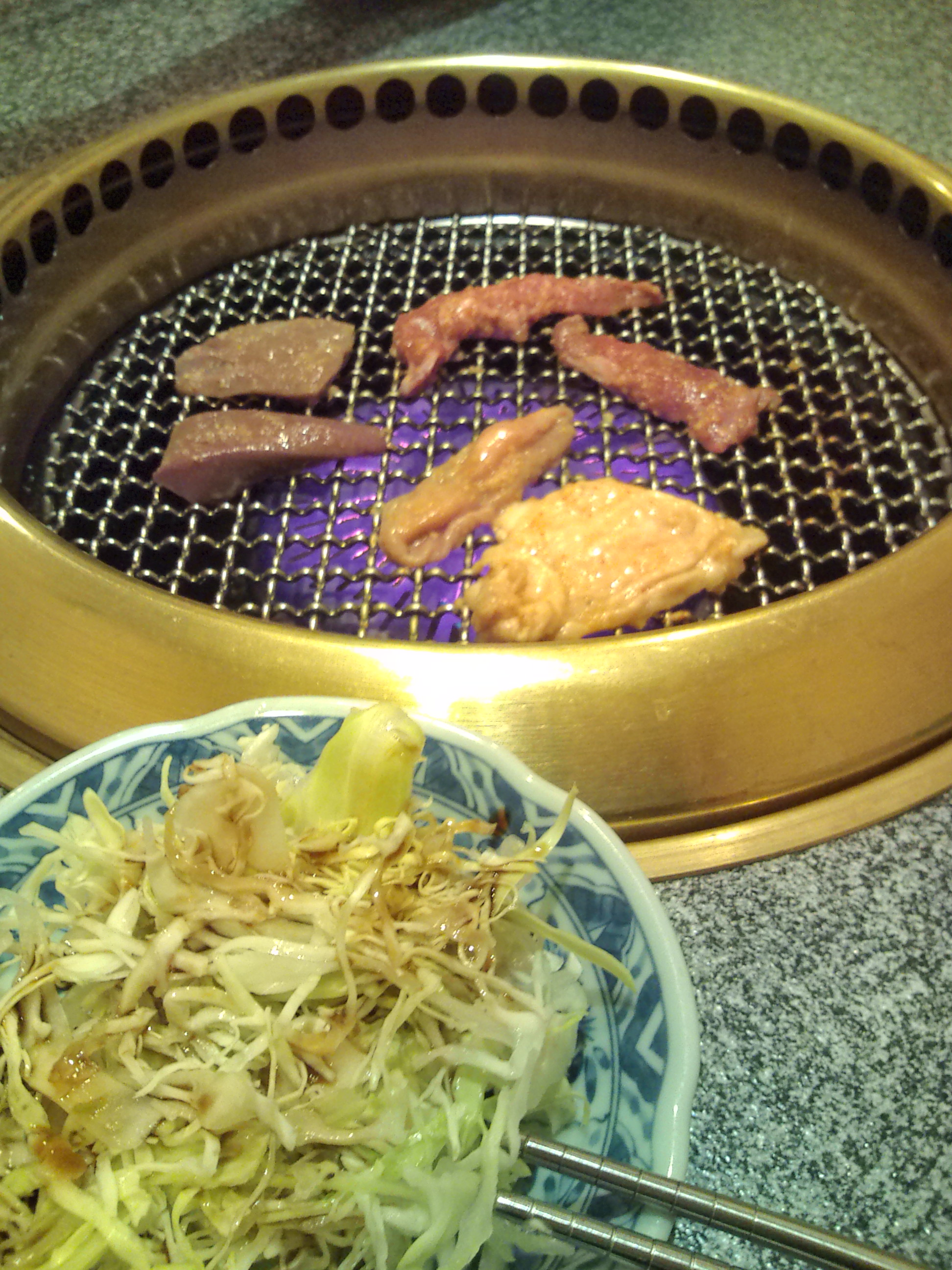
気仙沼ホルモンでは、「白もつ」も「赤もつ」も一緒に味噌ニンニクだれに漬け込んで焼く。手前の取り皿にはウスターソースがかかった千切りキャベツがあり、焼かれたホルモンに添えて食べる。

気仙沼ホルモン（けせんぬまホルモン）は、宮城県気仙沼市を中心とした地域で食べられてきた豚のホルモン焼き料理。その成立には、1951年（昭和26年）に当時の国内トップレベル漁港である第3種漁港（1969年には最上位の特定第3種漁港に指定）である気仙沼漁港が呼び込んだ人の交流や、遠洋漁業の港町ならではの健康増進法が関与している。

## 特徴
以下の3つの特徴があるとされる。
1. 生の豚のモツを用いる（ボイルしない）。
  - 小腸・大腸・ガツ（「白モツ」）のみならず、ハツやレバー（「赤モツ」）も用いる。
2. 味噌ニンニクだれに「白もつ」も「赤もつ」も一緒に漬け込む。普通は唐辛子も入れる。
3. 千切りキャベツにウスターソースをかけて、焼いたホルモンと一緒に食べる。

これらは共通する特徴であり、各々の店や家庭によって専用のたれを用いるなどの多少の違いが見られる場合がある。なお、炭火焼きが特徴であるが、飲食店で供される場合は炭火とは限らない。

## 歴史
気仙沼は魚介類が豊富な三陸海岸にあるが、1886年（明治19年）に食肉の販売や乳牛の飼育が始まり、1981年（昭和56年）3月に廃止されるまで気仙沼市屠畜場もあった。この食肉処理場の存在により、戦前から気仙沼では豚のモツ（ホルモン）を食べる習慣があったとする説と、あまり美味しいと思われなかったためか逆に食べる習慣が無かったとする説がある。
戦後占領期に日本の遠洋漁業は制限されていたが、1951年（昭和26年）7月10日に気仙沼漁港が第3種漁港に指定され（農林省告示第255号）、1952年（昭和27年）にマッカーサー・ラインが廃止されると、北洋漁業やマグロ延縄漁などの基地として気仙沼漁港に漁船員やその家族が集まり始めた。この頃、気仙沼市内の精肉店の社長が韓国人から教わった味噌にんにくの味付けを安価なホルモン焼きに施し、後の「気仙沼ホルモン」の味が形作られたようである。一方で、三重県でうなぎ屋を営んでいた者が漁業で景気のいい気仙沼に移住して店を開こうとしたところ、味噌にんにく味のホルモン焼きを食べて感動し、市内にホルモン店を開いた。また、漁船員らの長期に渡る船上生活での野菜不足を考慮して、ホルモン焼きにキャベツを添えて出すようになり、現在のような気仙沼独特のホルモン焼きの特徴が船員らを通じて一般にも広まったとされる。
1969年（昭和44年）3月3日に最上位の特定第3種漁港に指定。気仙沼独特のホルモン焼きは、約半世紀に渡って市内の飲食店では年中提供され、多い時で30もの専門店があった。また、春の花見、夏のバーベキュー、秋の芋煮会など、野外での宴会でも七輪で焼いて食す市民がしばしば見られ、家庭料理としても広まった。
2006年（平成18年）、気仙沼でのホルモン焼きに他地域にない特色があることに気づいた地元の街づくりサークル「気楽会」が市内のホルモン焼きの実態調査を開始し、「気仙沼ホルモン」の名称統一と定義づけを行った。また、「気仙沼ホルモン」が食べられる店の一覧地図や「気仙沼ホルモン」の応援歌「もんｘ2気仙沼ホルモン」を作成し、PRも始めた。これに触発された気仙沼市役所産業部商工課が、市の物産・特産品のウェブサイトにおいて「気仙沼ホルモン」のPRを始め、気仙沼商工会議所も七輪を20台購入し、「気仙沼ホルモン」専用として無料でイベント等に貸し出し始めた。因みに2006年は、地域団体商標が始まり、食に関する地域ブランド確立を目指す動きが各地で起きた年でもあり、B-1グランプリが始まった年でもある。
2007年（平成19年）になると気仙沼ホルモンまつりが始まった。さらに、「仙台・宮城デスティネーションキャンペーン」の「プレDC」（2007年10月1日～12月31日）、および、「仙台・宮城デスティネーションキャンペーン」（2008年10月1日～12月31日）を通じて「気仙沼ホルモン」やそのPR活動が地元マスメディアなどに取り上げられ知名度を上げた。また、讀賣テレビ放送制作で日本テレビ系列で全国放送された「秘密のケンミンSHOW」のコーナー『連続テレビドラマ 県の中心で愛を叫ぶ』の宮城県を特集した2008年8月7日の放送回において、気仙沼ホルモンが取り上げられた。
現在では、「気仙沼ホルモン」と看板を掲げている飲食店が気仙沼以外にも存在し、仙台市では国分町を初めとして市内に数店あり、群馬県高崎市にもある。また、気仙沼市内の精肉店などが味噌ニンニクだれに漬け込んだ「気仙沼ホルモン」を店頭販売のほかに通信販売もしているため、全国で食べることが出来る。なお、「気仙沼ホルモン」と「岩沼とんちゃん」の両方を出す店が仙台市にある。

## 気仙沼ホルモンまつり
例年お盆の時期に気仙沼市の活性化集団「粋」が主催する「粋まつり」において、2007年から「気仙沼ホルモンまつり」が同時開催されている。

## 放送
- 『情熱エンジン』～ 港町ソウルフード ～
  - 東北7県ブロックネット放送。2009年（平成21年）5月16日。
  - 2009年（平成21年）4月19日の「大川さくらまつり」（気仙沼市・大川河川敷）において、岩沼とんちゃんと気仙沼ホルモンによる味比べが開催された模様と、気仙沼ホルモンを通じての地域おこしの様子。